# Diego Hernandez (Fußballspieler)
Diego Hernandez (* 23. Februar 2005 in Dallas, Texas) ist ein US-amerikanischer Fußballspieler auf der Position eines Mittelfeldspielers, der seit 2020 im Kader des USL-League-One-Franchises North Texas SC, dem Farmteam des Major-League-Soccer-Franchises FC Dallas, steht und nebenbei auch für dessen Akademie zum Einsatz kommt.

## Vereinskarriere

### Karrierebeginn in der Heimat
Diego Hernandez wurde am 23. Februar 2005 in Dallas geboren und begann noch in jungen Jahren mit dem Fußballspielen. Anfangs bei lokalen Nachwuchsausbildungsvereinen und Schulmannschaften im Einsatz, schaffte er im Jahr 2012 den Sprung in die Nachwuchsabteilung des MLS-Franchises FC Dallas, für den er seit spätestens 2016 auch in dessen Akademie zum Einsatz kommt. Hier kam der in Balch Springs ansässige Hernandez in der Saison 2016/17 noch in der U-12-Mannschaft zum Einsatz und galt in der darauffolgenden Spielzeit 2017/18 bereits als ein torgefährlicher Offensivakteur in der U-13-Mannschaft der Akademie, für die er in dieser Saison in 25 Ligaspielen zum Einsatz kam und dabei 13 Tore erzielte. Wiederum eine Saison später war er Stammkraft in der U-14-Mannschaft, kam aber auch bereits zu Einsätzen für den U-15-Kader der Akademie, dem er ab der darauffolgenden Spielzeit 2019/20 vermehrt angehörte. Obwohl noch immer für die Akademie spielberechtigt, schaffte er nach Wiederaufnahme des Spielbetriebes, der aufgrund der COVID-19-Pandemie für mehrere Monate unterbrochen war, im Spieljahr 2020 den Sprung in das in der drittklassigen USL League One spielende Farmteam des FC Dallas, dem North Texas SC aus Arlington, Texas. Als er am 26. Juli 2020 bei einem 2:1-Heimsieg über Forward Madison sein Profidebüt absolvierte, war er der erste 2005 geborene Spieler des North Texas SC, der im Profifußball zum Einsatz kam. Im Spiel wurde der damals 15-Jährige von seinem Trainer, dem ehemaligen Profi Eric Quill, in der fünften Minute der Nachspielzeit für David Rodriguez aufs Spielfeld geschickt. Danach saß er in den drei nachfolgenden Ligapartien auf der Ersatzbank des amtierenden Meisters, der im Endklassement des Spieljahres 2020 den dritten Platz belegte. In der Saison 2020/21 trat er mitunter für die U-17-Mannschaft des Klubs in Erscheinung.

## Nationalmannschaftskarriere
Aufgrund seiner Leistungen im Nachwuchs des FC Dallas erhielt Hernandez eine Einladung in die US-amerikanische U-14-Nationalmannschaft und gehörte danach auch der U-15-Auswahl seines Heimatlandes an. So nahm er etwa im März 2019 an einem Trainingscamp der US-amerikanischen U-14-Junioren teil. Mit der U-15-Mannschaft nahm er teilweise auch an internationalen Nachwuchsturnieren, so unter anderem im Oktober 2019 an einem UEFA Development Tournament in Polen, teil. Im März 2020 wurde er vom U-15-Nationaltrainer Gonzalo Segares für ein Trainingscamp in die U-15-Auswahl beordert.